# Receptors intracel·lulars
Els receptors intracel·lulars són components de la cèl·lula capaços d'identificar missatgers químics com neurotransmissors i hormones. Es diferencien dels receptors extracel·lulars, que es troben a la superfície cel·lular, perquè els lligands d'aquests no poden traspassar la bicapa lipídica, mentre que els lligands dels receptors intracel·lulars sí que poden. Els receptors intracel·lulars es localitzen al citosol, (també poden localitzar-se en el nucli cel·lular). Tant els receptors extracel·lulars com els intracel·lulars desencadenen una cascada de reaccions que participen en la transcripció gènica.

## Exemples
- factors de transcripció
  - receptors nuclears